# Carol Sutton
Pour les articles homonymes, voir Carol Sutton (homonymie).
Carol Sutton, née le 29 juin 1933 et morte le 19 février 1985, est une journaliste américaine. Elle est la première femme américaine à devenir chef d'édition d'un grand quotidien, à savoir The Courier-Journal, basé à Louisville (Kentucky). En 1976, sous sa direction, le journal reçoit un prix Pulitzer en photographie.

## Biographie
En 1975, elle fait partie des personnalités de l'année selon Time Magazine parmi « Les Américaines ».